# Čentiba
Čentiba (madžarsko Csente, ali Csentevölgy) je naselje v Občini Lendava. Kraj je opredeljen kot območje, kjer avtohtono živijo pripadniki madžarske narodne skupnosti in kjer je poleg slovenščine uradni jezik tudi madžarščina.

## Izvor krajevnega imena
Slovensko ime kraja je prevzeto iz madž. imena Csentébe 'v Čentibo', ki vsebuje madžarsko krajevno ime Csente 'Čentiba'. V starih listinah se kraj omenja kot Chenthe (leta 1322 in 1379), Chentheuelgh (1381), Chenthewlgh (1381) in Chenthewelge (1410).